# Sielsowiet Psuja
Sielsowiet Psuja (biał. Псуеўскі сельсавет, Psujeuski sielsawiet; ros. Псуевский сельсовет) – sielsowiet na Białorusi, w obwodzie witebskim, w rejonie głębockim, z siedzibą w Psui.

## Demografia
Według spisu z 2009 sielsowiet Psuja zamieszkiwało 1027 osób, w tym 970 Białorusinów (94,45%), 37 Rosjan (3,60%), 15 Polaków (1,46%), 3 Ukraińców (0,29%), 1 Rom (0,10%) i 1 osoba, która nie podała żadnej narodowości.
Do 2019 liczba ludności spadła do 681 osób. Największymi miejscowościami były wówczas Psuja (296 mieszkańców) i Iwieś (94 mieszkańców). Liczba ludności żadnej z pozostałych miejscowości nie przekraczała 49 osób.

## Geografia i transport
Sielsowiet geograficznie położony jest na Pojezierzu Białoruskim, a historycznie na Wileńszczyznie, we wschodniej części rejonu głębockiego. Na jego terenie znajduje się kilkanaście jezior, z których największe są Szo, Dołhe, Psuja i Iwieś. W sielsowiecie położony jest większy fragment Rezerwatu Hydrologicznego Dołhe.
Przez sielsowiet przebiegają jedynie drogi lokalne. Jego skrajem biegnie linia kolejowa Połock – Mołodeczno.

## Miejscowości
- agromiasteczko:
  - Psuja
- wsie:

| - - Bobrowszczyzna - Chroły - Czeszki - Helenowo - Hermanowszczyzna - Horanie | - - Iwieś - Kaleczpole - Lipowo - Łotysze - Nadozierze - Obrub | - - Osinówka - Ostrów - Pożeńki - Słoboda - Słobódka | - - Szo - Zaaziornaja - Zaleśno - Zaułek Ruski - Ziabki |

- chutory:

| - - Hrazie - Janowo - Justianowo - Kosowinka | - - Leonowicze - Psuja Nowa - Skrobotuny - Terespol |